# 11311 Peleus
11311 Peleus (1993 XN2) là một thiên thạch Apollo được phát hiện vào ngày 10 tháng 12 năm 1993 bởi C. S. Shoemaker và E. M. Shoemaker tại trạm thiên văn Palomar.

## Link ngoài
- 11311 Peleus tại Cơ sở dữ liệu vật thể nhỏ JPL 
  - Tiếp cận Trái Đất · Phát hiện · Lịch thiên văn · Biểu đồ quỹ đạo · Yếu tố quỹ đạo · Tham số vật lý